# Palácio Rio Branco (Salvador)
O Palácio Rio Branco é a antiga sede do governo da  Bahia. Está situado em Salvador, na Praça Tomé de Sousa, onde também se encontram a Prefeitura da cidade, a câmara municipal e o Elevador Lacerda. A construção atual é de 1919, e seu nome é uma referência ao Barão do Rio Branco.

## História

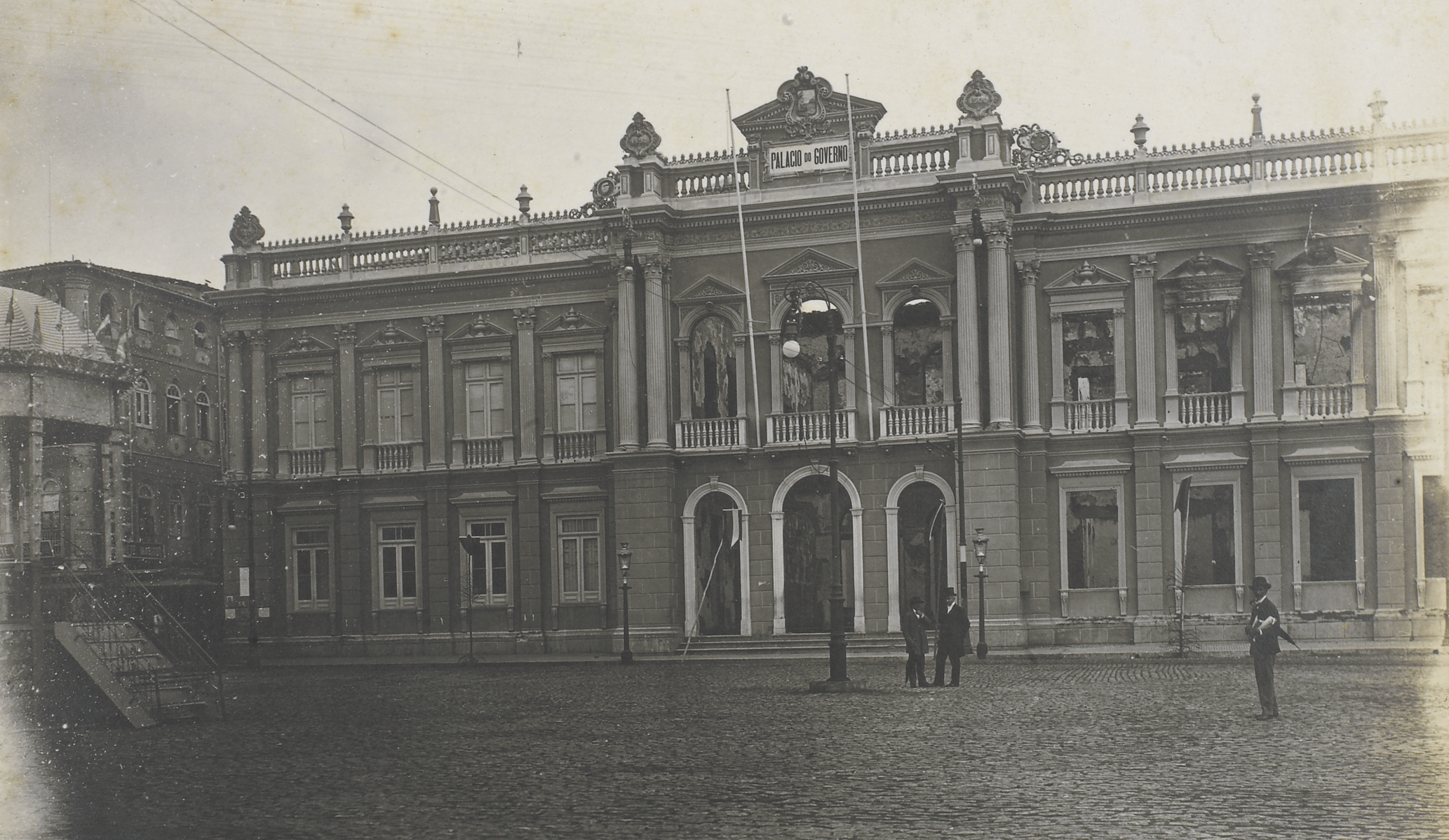
Palácio do Governo da Bahia, após bombardeio pelo Governo Federal durante a Política das Salvações em 1912. Fotografia sob guarda do Arquivo Nacional.

O palácio primitivo começou a ser construído pelo primeiro governador-geral do Brasil, Tomé de Sousa, em meados do século XVI, para ser o  centro da administração portuguesa. No início era de taipa de pilão, recebendo posteriormente pequenas ampliações. Teve várias funções, como quartel e prisão. Abrigou Dom Pedro II, quando este veio em visita a Bahia em 1859. No fim do século XIX, ainda ostentava a velha fachada colonial portuguesa, símbolo de decadência na nascente República. Recebeu então uma profunda reforma, ficando pronto em 1900, na gestão do governador da Bahia, Luís Viana. Passava então a exibir um  nobre e imponente estilo neoclássico, bem ao gosto francês.
Em 10 de janeiro de 1912, o palácio foi um dos pontos atingidos pelo bombardeio efetuado na cidade do Salvador, a mando do Presidente da República Hermes da Fonseca. O prédio ficou praticamente em ruínas. Entre as várias perdas, a mais dolorosa foi a  destruíção do rico acervo de livros raros que ficava na parte térrea. Depois daí, começou a reconstrução, sendo reinaugurado pelo  governador  Antônio Muniz Sodré de Aragão, em 1919. O palácio  reerguido  recebeu o nome de "Rio Branco", em homenagem a um dos maiores estadistas brasileiros, o Barão do Rio Branco. Em 1984 foi feita uma restauração completa no prédio, devido ao péssimo estado de conservação em que se encontrava. Hoje abriga a Fundação Pedro Calmon, a Fundação Cultural do Estado da Bahia e o "Memorial dos Governadores".